# Saison 2017 des Yankees de New York
La saison 2017 des Yankees de New York est la 117e saison en Ligue majeure de baseball pour cette franchise. 
Les Yankees comptent plus de victoires que de défaites pour une 25e saison de suite. Avec 91 victoires et 71 défaites, ils connaissent leur meilleure saison depuis 2012 et prennent la 2e place de la division Est de la Ligue américaine, deux matchs derrière les Red Sox de Boston. Pour la 2e fois en 3 ans, ils sont qualifiés comme meilleurs deuxièmes pour les séries éliminatoires. Leur parcours dans la phase finale de la saison se termine à la porte de la Série mondiale : après avoir éliminé Minnesota lors du match de meilleur deuxième puis surpris Cleveland trois matchs à deux en Série de divisions, ils sont défaits quatre matchs à trois en Série de championnat de la Ligue américaine par les éventuels champions du monde, Houston.
Aaron Judge des Yankees établit un nouveau record du baseball majeur pour un joueur recrue avec 52 circuits et est unanimement élu recrue de l'année 2017 dans la Ligue américaine de baseball.
La saison 2017 est la 10e et dernière de Joe Girardi à la barre des Yankees. Aaron Boone lui succède pour 2018.

## Saison régulière
La saison régulière de 162 matchs des Yankees débute dans l'après-midi du 2 avril 2017 par une visite aux Rays de Tampa Bay qui représente le tout premier match joué dans la saison 2017 de la MLB. Les Rays sont les visiteurs au Yankee Stadium le 10 avril pour le premier match local de l'année à New York. Le dernier match de la saison des Yankees est programmé pour le 1er octobre 2017.

### Classement
| Ligue américaine division Est | V  | D  | %    | Diff. | Diff. (séries) |
| ----------------------------- | -- | -- | ---- | ----- | -------------- |
| Red Sox de Boston             | 93 | 69 | ,574 | -     | -              |
| Yankees de New York           | 91 | 71 | ,562 | 2     | +6             |
| Rays de Tampa Bay             | 80 | 82 | ,494 | 13    | 5              |
| Blue Jays de Toronto          | 76 | 86 | ,469 | 17    | 9              |
| Orioles de Baltimore          | 75 | 87 | ,463 | 18    | 10             |